# Mont Blanc de Courmayeur
Le mont Blanc de Courmayeur, dans le massif du Mont-Blanc, culmine à 4 748 ou 4 765 m.

## Géographie

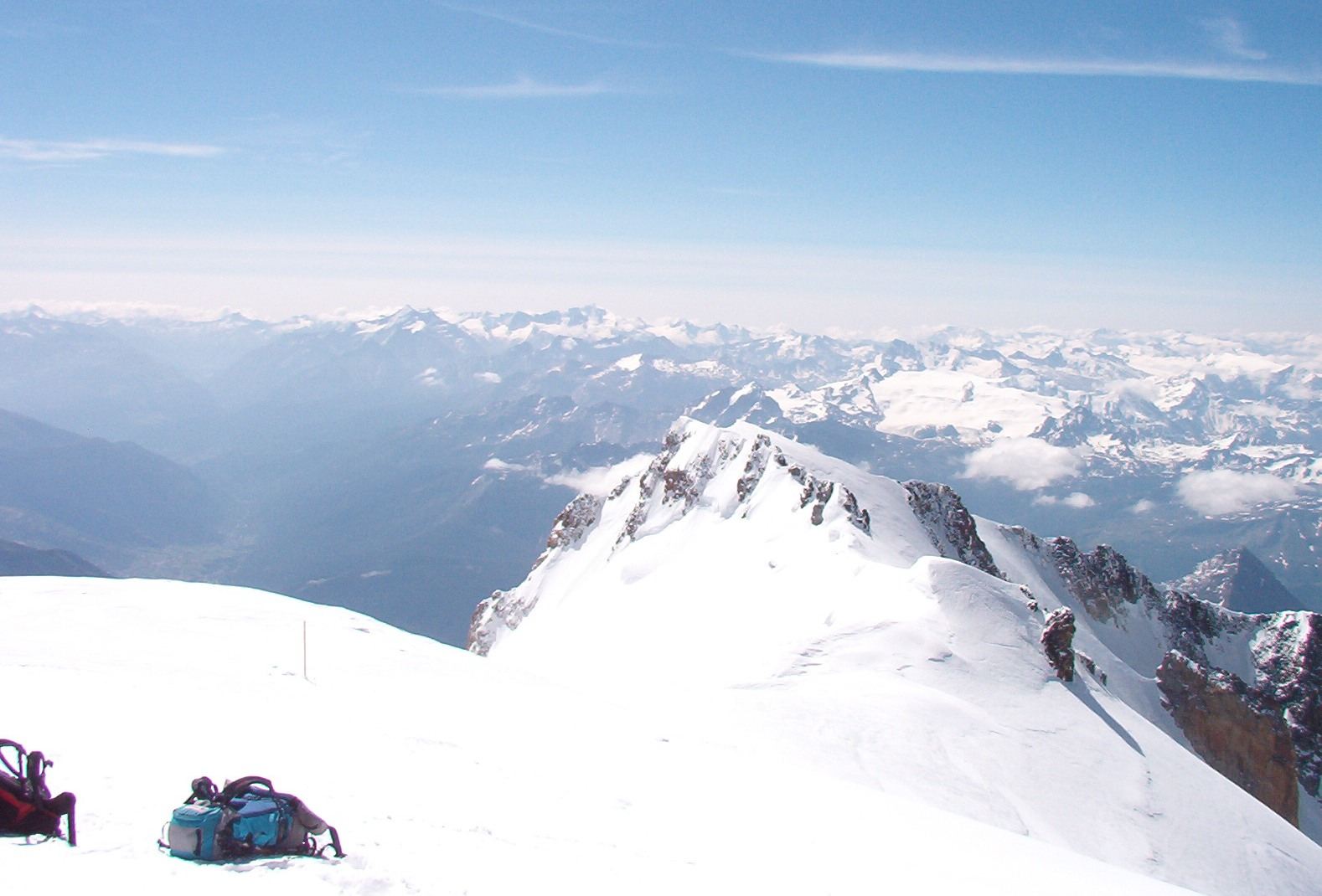
Le rocher de la Tourette, le col Major et le mont Blanc de Courmayeur vus depuis le sommet du mont Blanc.

C'est une antécime à 650 m au sud-est du mont Blanc, auquel il est relié par une arête de neige peu raide, qui passe par le col Major (4 735 m), et le rocher de la Tourette (4 759 m), qui est l'affleurement rocheux le plus élevé de la calotte sommitale du mont Blanc (à ne pas confondre avec le rocher de la Tournette (4 677 mètres), de l'autre côté du mont Blanc, sur l'arête des Bosses).
Le sommet s'atteint facilement depuis celui du mont Blanc. C'est surtout le point d'arrivée des grandes voies du versant italien du mont Blanc : Grand Pilier d'Angle, arête de Peuterey, versant du Frêney, arête de l'Innomée, versant et arête du Brouillard.

## Première ascension
Horace Bénédict de Saussure rapporte dans le récit que lui fit Michel Paccard de sa première ascension du mont Blanc avec Jacques Balmat qu'ils auraient recherché un abri dans des rochers au sud-est du sommet : « De la cime on peut descendre par une pente douce du côté de la vallée d'Aoste et arriver à des rochers qui s'élèvent en bec aigu. Ils cherchèrent un abri pour y coucher, mais le vent était partout également fort et froid. » Selon Douglas William Freshfield, dans sa biographie de Saussure, les « rochers qui s'élèvent en bec aigu du côté de la vallée d'Aoste » correspondent au mont Blanc de Courmayeur, ce qui en ferait remonter la première ascension à 1786.
Mais, selon Thomas Graham Brown et Gavin de Beer, le sommet a été atteint de façon certaine pour la première fois le 20 août 1822 par Frederick Clissold avec six guides : les frères Joseph-Marie, David et Jacques Couttet, Pierre-Marie Favret, Jean-Baptiste Simond et Matthieu Bossonney, lors de la dixième du mont Blanc,. Dans son récit Clissold raconte qu'il restèrent trois heures au sommet du mont Blanc : « Je m'assis sur la pointe d'un rocher qui s'élève vers l'angle du côté de Courmayeur, pour contempler la face abrupte de la montagne du côté méridional, et pour prendre, à l'aide de mes guides, des échantillons de cette même roche ».
La première ascension directe du mont Blanc de Courmayeur, et aussi la première ascension du mont Blanc par le versant sud italien, a été réalisée les 30 et 31 juillet 1877 par James Eccles avec les guides Michel-Clément Payot et Alphonse Payot, lors de la première de l'arête de Peuterey.

## Tracé de la frontière
Si les Italiens considèrent généralement que le plus haut sommet d'Italie est le mont Blanc (clairement indiqué comme situé sur le tracé de la frontière sur la carte annexée aux conventions d’application du traité de Turin de 1860), les cartes françaises de l'Institut national de l'information géographique et forestière font apparaître le sommet du mont Blanc comme entièrement situé en France, la frontière passant par le mont Blanc de Courmayeur (lequel figure sur la liste de sommets alpins de plus de 4 000 mètres d'altitude dressée par l'Union internationale des associations d'alpinisme).